# Дуг мору (1. сезона)
Прва сезона телевизијске серије Дуг мору емитовала се од 6. октобра до  15. децембра 2019. године на каналима Суперстар ТВ и РТС 1. Прва сезона се састоји од 11 епизода.

## Радња
У приморском селу живи Периша, власник угоститељског објекта бурне прошлости. Перишина жена Светлана нестала је под неразјашњеним околностима, зато он сам одгаја кћерку Олгу, која покушава да пронађе мајку.
Серија прати породичне, родитељске, љубавне, пријатељске и друге односе, кроз преплитање садашњости и прошлости.Мистична линија преплиће се са људском драмом наших јунака, који ће у потрази за љубављу и одговорима морати прво да се суоче са собом.

## Епизоде
| Бр. еп. (укупно) | Бр. еп. (у сезони) | Наслов      | Редитељ     | Сценариста                                                                            | Премијера          |
| --- | ------------------ | ----------- | ----------- | ------------------------------------------------------------------------------------- | ------------------ |
| 1 | 1                  | Почетак     | Горан Гајић | Стеван Копривица, Бојана Маљевић, Хајдана Балетић, Александар Радуновић и Горан Гајић | 6. октобар 2019.   |
| У приморском селу живи Периша, власник угоститељског објекта бурне прошлости. Перишина жена Светлана нестала је под неразјашњеним околностима, зато он сам одгаја кћерку Олгу, која покушава да пронађе мајку. Олга је заљубљена у Рња, момка који је сеоско копиле. Периша се противи тој вези, терајући Олгу да се врати на студије у Београд. Ствар се компликује изненадним доласком Милутина који захтева да му Периша врати дуг пре рока. |                    |             |             |                                                                                       |                    |
| 2 | 2                  | Камен       | Горан Гајић | Стеван Копривица, Бојана Маљевић, Хајдана Балетић, Александар Радуновић и Горан Гајић | 13. октобар 2019.  |
| Забринути Периша покушава да ћерку Олгу пошаље за Београд и тражи помоћ Маришке, своје сестре. Цела Луштица зна каква је звер Милутин. Он је обогаљио Поповог сина, Зеја. Маришка одлази код Ћалета, човека са добрим политичким, полицијским и уличним везама. Ћале обећава да ће помоћи. Београђанин Ђорђе полако упознаје место и људе, али не октрива рибару Вуку разлоге зашто је дошао. Ђорђе је збуњен појавом Девојчице која почиње да га прогања. Олга и Рњо не крију своју везу, у инат оцу Периши који улази у сукоб са Рњом. Олга враћа Рњу његов камен и сећа се објашњења да су камен и огрлица добри, само кад су заједно. Зато јој Рњо поклања бабину огрлицу. Анђа даје Јулији отказ, а Ренко се поверава Вуку да се изгледа заљубио. |                    |             |             |                                                                                       |                    |
| 3 | 3                  | Пун месец   | Горан Гајић | Стеван Копривица, Бојана Маљевић, Хајдана Балетић, Александар Радуновић и Горан Гајић | 20. октобар 2019.  |
| Поп и Зејо у шетњи наилазе на Ђорђа којег Зејо ничим неизазвано напада. Ђорђе, већ растројен, чини оно због чега је и дошао: покуша да се убије. Бота, у жељи да помогне Попу одводи Зеја у Тиват, да га смири. Зејо се први пут налази у ноћном клубу и плеше са привлачном девојком. Рњо се састаје са Сикимом и Ћунтом, локалним криминалцима и бива оптужен да је украо један пакет робе. Олга је веома узнемирена Рњовим нестанком. На породичну вечеру доводи странца Ђорђа, да би нервирала оца. |                    |             |             |                                                                                       |                    |
| 4 | 4                  | Огрлица     | Горан Гајић | Стеван Копривица, Бојана Маљевић, Хајдана Балетић, Александар Радуновић и Горан Гајић | 27. октобар 2019.  |
| У наставку кобне ноћи, Олга разговара са Маришком. Жели да сазна шта значи кад се девојчица роди са крвавом постељицом и да ли је она уклета. Маришка се сећа Олгиног рођења, истог дана када се Рњова мајка обесила. Видимо да је Олгина мајка Светлана у том тренутку пристала да подоји бебу Рња, који је остао без мајке. Узнемирени Зејо, после непроспаване ноћи, скаче са Немилог места. Поп то крије и инсистира да лекар напише да је узрок смрти инфаркт. |                    |             |             |                                                                                       |                    |
| 5 | 5                  | Одлазак     | Горан Гајић | Стеван Копривица, Бојана Маљевић, Хајдана Балетић, Александар Радуновић и Горан Гајић | 3. новембар 2019.  |
| Периша одлази у Тиват, јер у Порто Монтенегру има састанак са Ћалетом од којег очекује помоћ. Али не очекује да ће се појавити и Милутин. Ћале наговори Милутина да одложи Периши дуг. Зејова смрт одражава се на све мештане. Изазвани тим шоком и тугом, наши јунаци почињу да се баве својим животима... Ренко жели да каже Анђи да се заљубио у Јулију, али га Анђа предухитри и каже да иде, јер међу њима је велика разлика у годинама. Ипак, бива срећна када Ренко ипак легне поред ње у кревет. |                    |             |             |                                                                                       |                    |
| 6 | 6                  | Мајка       | Горан Гајић | Хајдана Балетић и Горан Гајић                                                         | 10. новембар 2019. |
| Олга и Јулија долазе за Београд, смештају се у Олгин стан. Олгу све више узнемирују слике мајке коју види и која као да јој прича шта се стварно десило. На основу свега што види, Олга помишља да јој се мајка убила. Мештани замерају Периши што је примио у кућу Милутина. Поп тешко подноси смрт сина Зеја и доноси пиштољ код Ренка у кафану, са намером да нешто учини. Пијаног Попа теше сви, понајвише Анђа. |                    |             |             |                                                                                       |                    |
| 7 | 7                  | Отац        | Горан Гајић | Хајдана Балетић и Горан Гајић                                                         | 17. новембар 2019. |
| Ђорђе је други човек, од када је видео своју мртву кћерку. У неочекивано спонтаном разговору, Ђорђе се повери Периши, каже му да је дошао на Луштицу да се убије. Сазнајемо да Ђорђе носи тешку кривицу због начина живота који је водио и занемаривања најближих који су га волели и без којих је остао. Ренко се опрашта од Анђе без речи и од мештана, уз мало речи. Одлази са Роса. Са Роса убрзо нестаје и Ђорђе, који оставља препуну собу цвећа и рузмарина које пронађе Валентина. |                    |             |             |                                                                                       |                    |
| 8 | 8                  | Дете        | Горан Гајић | Хајдана Балетић и Горан Гајић                                                         | 24. новембар 2019. |
| Олга се буди у Милутиновом апартману. Постиђена је својим пијанством од претходне вечери и збуњена што се Милутин према њој понаша лепо и нежно. Олгу додатно узнемирава сазнање да је једном помогао њеној мајци Светлани и опаска да недовољно разговара са оцем. Олга је већ препуна питања о судбини њене мајке и разлозима за њен нестанак. Периша није успео у Тивту да реши проблем свог дуга према Милутину. У потрази за решењем и старим пријатељима долази у Београд. Испред зграде затиче непријатно изненађење: Милутин довози Олгу. |                    |             |             |                                                                                       |                    |
| 9 | 9                  | На дистанци | Горан Гајић | Хајдана Балетић и Горан Гајић                                                         | 2. децембар 2019.  |
| Ренко и Јулија усељавају се у нови стан у којем ће се родити беба. Рњо схвата да не може да живи у стану који су му дали Сикима и Ћунто и напушта га. Олга даље трага за истином о мајци. Док се Периша спрема да оде на рођендан код Горана, Олга проналази у његовом телефону бројне Светланине поруке. Периша се среће са старим пријатељима, али бива изненађен кад дође и Ћале. У нади да ће решити проблем, прихвата Ћалетов позив да се прикључи неком послу. Пијан и радостан што се коначно отворила нека могућност да реши проблем дуга, слуша музику и пева. У таквом расположењу затиче га Олга, која га напушта. Каже да одлази негде где је људи не лажу. Периша, неспособан да ћерки каже потпуну истину, губи њено поверење. |                    |             |             |                                                                                       |                    |
| 10 | 10                 | Близина     | Горан Гајић | Хајдана Балетић и Горан Гајић                                                         | 9. децембар 2019.  |
| Анђа долази у Београд да види Ренкову бебу. Поклања беби Лари минђуше. Између Ренка и Анђе осећа се блискост људи који су се волели и дуго живели заједно. Јулију прво изнервира Анђина појава у Београду, али убрзо се обрадује што је добила стипендију на Станфорду. Јулија је неспремна да буде мајка и мучи се у новој животној ситуацији, коју није ни желела. Од када су се Олга и Рњо вратили да живе на Луштици, он је напустио послове са Сикимом и Ћунтом. Одбија да ради за њих, јер је схватио да то није његов свет и да ће заувек изгубити Олгу ако остане у њему. Од када је напустила Перишу у Београду, Олга не разговара са њим. Олга не може да опрости оцу што јој није рекао истину о догађају после којег је њена мајка нестала. |                    |             |             |                                                                                       |                    |
| 11 | 11                 | Тишина      | Горан Гајић | Хајдана Балетић и Горан Гајић                                                         | 16. децембар 2019. |
| Јулија саопштава Ренку да је добила стипендију и да жели да иде у Америку да настави студије. Ренко у помоћ зове Анђу, која у искреном разговору покуша да објасни Јулији колико је вредно то што је добила оно што жели, јер многе жене које желе децу не могу да их имају. Наводи јој свој пример. Али Јулија јој признаје да то није оно што је она желела и да зато осећа да је лоша мајка. Ствара се бескрајно разумевање између две жене које до скора, као супарнице, нису могле да се поднесу. Ренку је породица на првом месту и он је против Јулијиног одласка у Америку, али Анђа разуме да је за Јулију најбоље оно што она жели. Даје јој новац који Јулија нема и практично прихвата да се стара о беби Лари. Периша је повратио Олгино поверење и то му је најважније. Прихватио је и Рња. Зато пристаје на Ћалетову понуду да он купи четвртину његовог дуга према Милутину и тако постану заједно партнери. |                    |             |             |                                                                                       |                    |